# Calamochrous thermochra
Calamochrous thermochra là một loài bướm đêm trong họ Crambidae.